# Джерки
Джерки (англ. jerky) — кусочки вяленого мяса, высушенного в специальных условиях. Джерки можно употреблять как самостоятельный продукт и как закуску.

## История
Слово «джерки» происходит от слова индейцев кечуа ch’arki, что означает «вяленое мясо». Вяление мяса было одним из первых методов сохранения пищи для выживания.
Джерки — чрезвычайно популярный продукт в США и Западной Европе. Начиная с 1996 года джерки избраны едой для астронавтов NASA, так как имеют небольшой вес и высокий уровень калорийности.

## Производство
Джерки производятся на современных заводах в сушильных печах с принудительной вентиляцией и осушением воздуха. Сочетание быстрого перемещения воздуха и слабого огня подсушивает мясо до необходимой влажности в течение нескольких часов. Затем уже готовые джерки упаковываются.
Перед упаковкой мясо должно быть прокалено в печи при температуре от 90 градусов, чтобы убить патогенные микроорганизмы и увеличить сроки хранения. Вкусовые качества при этом не ухудшаются.
Допускается упаковка в вакуумные пакеты и в пакеты с замещением воздуха инертными газами. Долгое нахождение мяса на свету и атмосферном воздухе ведет к окислению жиров и прогорклому запаху и вкусу. Допускается выделение соли на поверхности джерки.

## Технология производства джерки в США
В США технология производства джерки имеет свои особенности. Традиционный американский метод включает выбор нежирных кусков мяса, нарезку против волокон толщиной 3-5 мм, маринование в смеси специй и консервантов (чаще всего соли, перца, сахара и нитрита натрия), а затем медленную сушку при температуре 60-70°C в течение 6-12 часов с контролем влажности. Многие производители также используют процесс копчения для придания характерного аромата. В промышленном производстве применяются специальные дегидраторы, обеспечивающие равномерное высушивание и достижение стандартного содержания влаги около 15-20%, что гарантирует длительный срок хранения без охлаждения.